# 東営区
東営区（とうえい-く）は、中華人民共和国山東省東営市に位置する市轄区。同市の政治や経済、文化の中心地である。1984年東営区と牛荘区が同時に成立し、1987年に合併し現在に至る。

## 行政区画
- 街道：文匯街道、黄河路街道、東城街道、辛店街道、勝利街道、勝園街道
- 鎮：牛荘鎮、六戸鎮、史口鎮、竜居鎮

## 教育
- 中国石油大学（華東）